# Guddadabevinahalli, Ranibennur
Guddadabevinahalli là một làng thuộc tehsil Ranibennur, huyện Haveri, bang Karnataka, Ấn Độ.